# 內骨骼

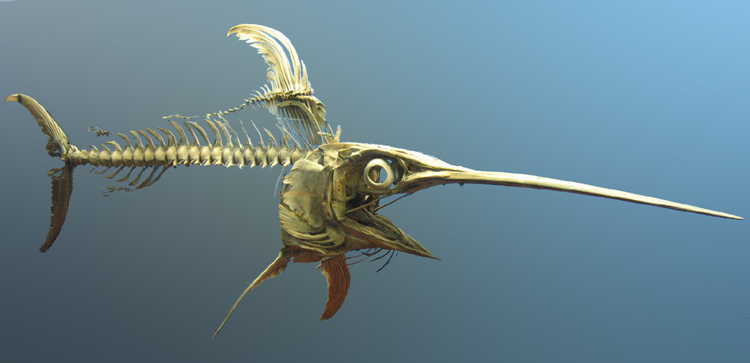
劍旗魚的內骨骼

內骨骼是動物骨骼系统的一種，是处于表皮之下身体内部的支撐架構，由矿化的硬组织（硬骨）和致密结缔组织（软骨和韧带）組成，被皮肤或肌肉等软组织包裹覆盖。
脊椎动物和与其演化关系相近的头索动物是内骨骼的主要代表性类群，但许多无脊椎动物也演化出了身体内部的骨骼系统，比如海绵的骨针和棘皮动物的真皮骨板。蛸类软体动物（除章鱼外）体内也保留有一个内化的硬壳，但其主要功能是提供浮力，并不起到结构支持作用——蛸类主要依赖静水骨骼支撑身体。
与绝大多数无脊椎动物“骨包肉”结构的外骨骼相比，“肉包骨”结构的内骨骼有以下优势：
- 在同等骨骼质量和所占空间下可以支撑更大的体型，因为身体大部分组织和器官都位于骨骼之外，不受骨骼内腔容积限制（相比之下，许多无脊椎动物受外骨骼体积限制必须多次蜕皮才能进一步生长），反过来骨骼本身也能彻底摆脱内腔的影响并进一步增加骨质厚度、密度和强度；
- 因为内骨骼的骨质分布更加中心化，在局部受力时可以将应力分担给更多的集中骨质，整体的负荷承载能力也更优越；
- 远离体表使得循环系统可以从内外两侧同时为骨质供血供氧，血管需要分布覆盖的流域面积也更小，更易于身体维持骨骼生理机能；
- 不会像外骨骼那样因为体表遭受创伤就直接导致骨骼功能连带受损
- 因为肌肉都附着在内骨骼外面，有无限空间容纳更粗厚更多样化的肌肉架构，同时也能比外骨骼的肌肉内附拥有更长的力臂，让关节的活动也更加灵活多用。

## 脊椎动物
脊椎動物是整个动物界最有代表性的内骨骼种群，其内骨骼由硬骨（主要由磷酸钙和胶原蛋白纤维构成）和軟骨（主要由软骨胶和玻尿酸等基质构成）两种钙化组织組成，骨骼间通过关节、韧带、肌肉（骨骼肌）和致密结缔组织相连。在结构上，脊椎动物的内骨骼可以分为中轴骨骼和附肢骨骼两类，前者位于中线，主要负责支撑核心（头颈和躯干）构造；后者左右对称附着在中轴骨两侧，主要负责承担附肢的运动负载。
脊椎动物的中轴骨骼由头骨、脊柱（脊椎）和肋骨组成，其中脊柱是由一系列椎骨（硬骨或软骨）和椎间盘（糖蛋白和纤维组织）串联的复合体，有一定程度的弯曲活动能力。绝大多数水生脊椎动物主要依赖脊柱在尾部的扭动获得反向推力驱动身躯在水中移动（即游泳），附肢（鳍和鳍肢）通常只用来帮助稳定和改变行进方向。而由肉鳍鱼演化出来的四足动物为了适应没有浮力协助的陆地环境，演化出了非常强健和多样化的肢体，其附肢骨骼尤其强壮，在支撑躯干的同时还可以产生迅捷的运动力，可以爬行、奔跑、跳跃、攀爬、游泳（通常有蹼的辅助），甚至滑翔和飞行。其中一些内骨骼则演化出比如呼吸（肋骨）、咀嚼（颌骨）、吞咽（舌骨）、听觉（听小骨和耳廓）、发声（杓状软骨）、呼吸道过滤（鼻甲）等特殊功能。灵长类哺乳动物的上肢末端则演化出了内骨骼关节灵活度极高的指，可以抓握甚至用精细动作把玩物体。

## 头索动物
头索动物和脊椎生物一样都属于脊索动物门，但并没有演化出脊柱而保留了以脊索为身体结构主轴、胚胎发育参照和器官运作基础的体型呈现。与脊椎动物脊柱中的硬骨和软骨不同，脊索是一根由两层胶原蛋白/弹性蛋白纤维组织进行螺旋包裹的糖蛋白棒，虽然抗应力的能力有限，但可以像弹簧一样弯曲蓄能，这使得脊索动物在游动时可以回收一部分动能减少自身的代谢开销。
由于头索动物的脊索一直延伸到头部，反而限制了脑的发展空间，加上其骨骼系统的负荷极限限制了体型增大的可能，使其没能力应对运动生存的演化压力，只能居于海底生物界底栖滤食的生态位。这也导致了寒武纪后因为海底基质的成分发生改变，加上其它运动能力更强的动物愈加繁盛造成的竞争压力，头索动物的物种多样性大大降低，皮卡虫、华夏鳗和古文昌鱼等皆已灭绝，现生仅存文昌鱼目三个属共33种。

## 海绵
多孔动物（海绵）也拥有一套由骨针（spicule）作为结构构件进行网状排列组成的内骨骼，这些骨针可以由碳酸鈣（方解石或霰石结构）或二氧化硅（硅石，通常外裹胶原蛋白）組成，海绵也因此分为钙质海绵和硅质海绵两大类。已灭绝的古杯动物和层孔虫等早期海绵也拥有非骨针的网状钙质内骨骼。
多孔动物曾是新元古代晚期、古生代和中生代早中期最主要的造礁生物，其内骨骼的矿物质囤积曾造就了地球历史上最大范围的暗礁群。然而寒武纪中期和泥盆纪晚期的几次灭绝事件导致古代钙质海绵的衰亡，在中生代繁盛的硅质海绵则在白垩纪由于矽藻崛起与之竞争海水中的硅元素而衰落，生物礁石的主流从此彻底由珊瑚礁所取代。海绵礁现仅存于太平洋西北地区165—240（541—787英尺）深的浅海和深海交界带的大陆架边缘、总面积约700平方（270平方英里）的区域。

## 棘皮动物
棘皮动物的真皮内有一层由碳酸钙小骨板（ossicle）拼接构成的内骨骼，根据骨板的不同形态可以产生千奇百怪的外形和状态。

## 图例

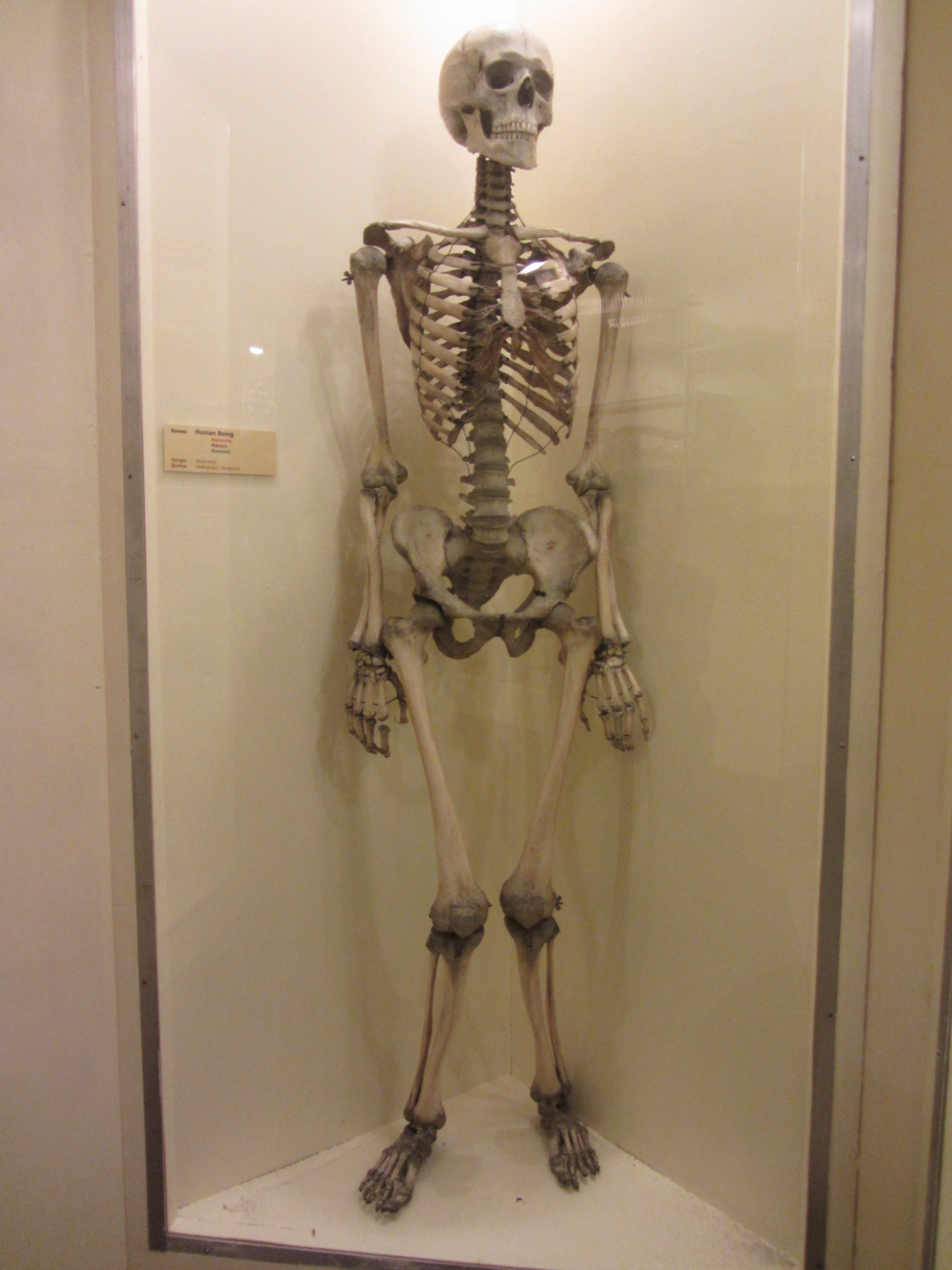
英国博物馆中的人类骨骼
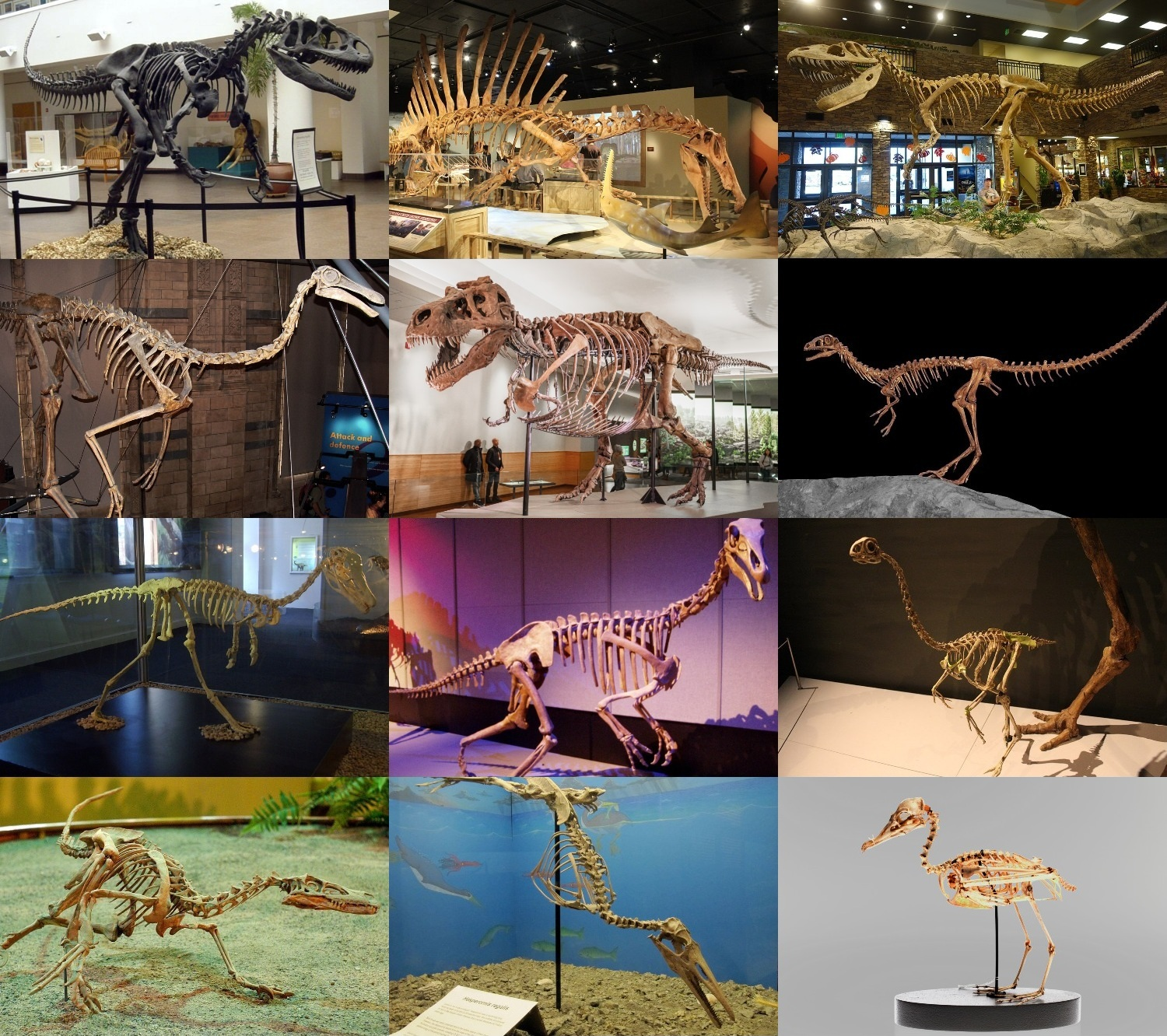
各种恐龙的骨骼化石
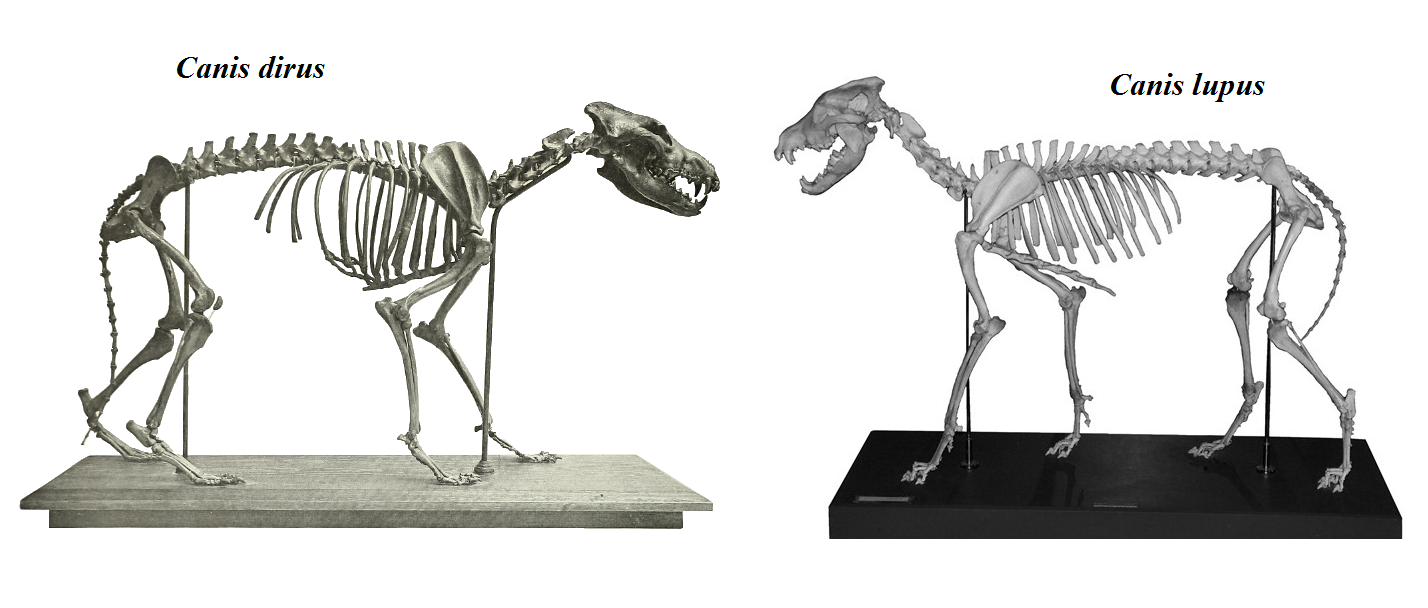
两种同属犬亚族的哺乳动物——恐狼和灰狼的骨骼
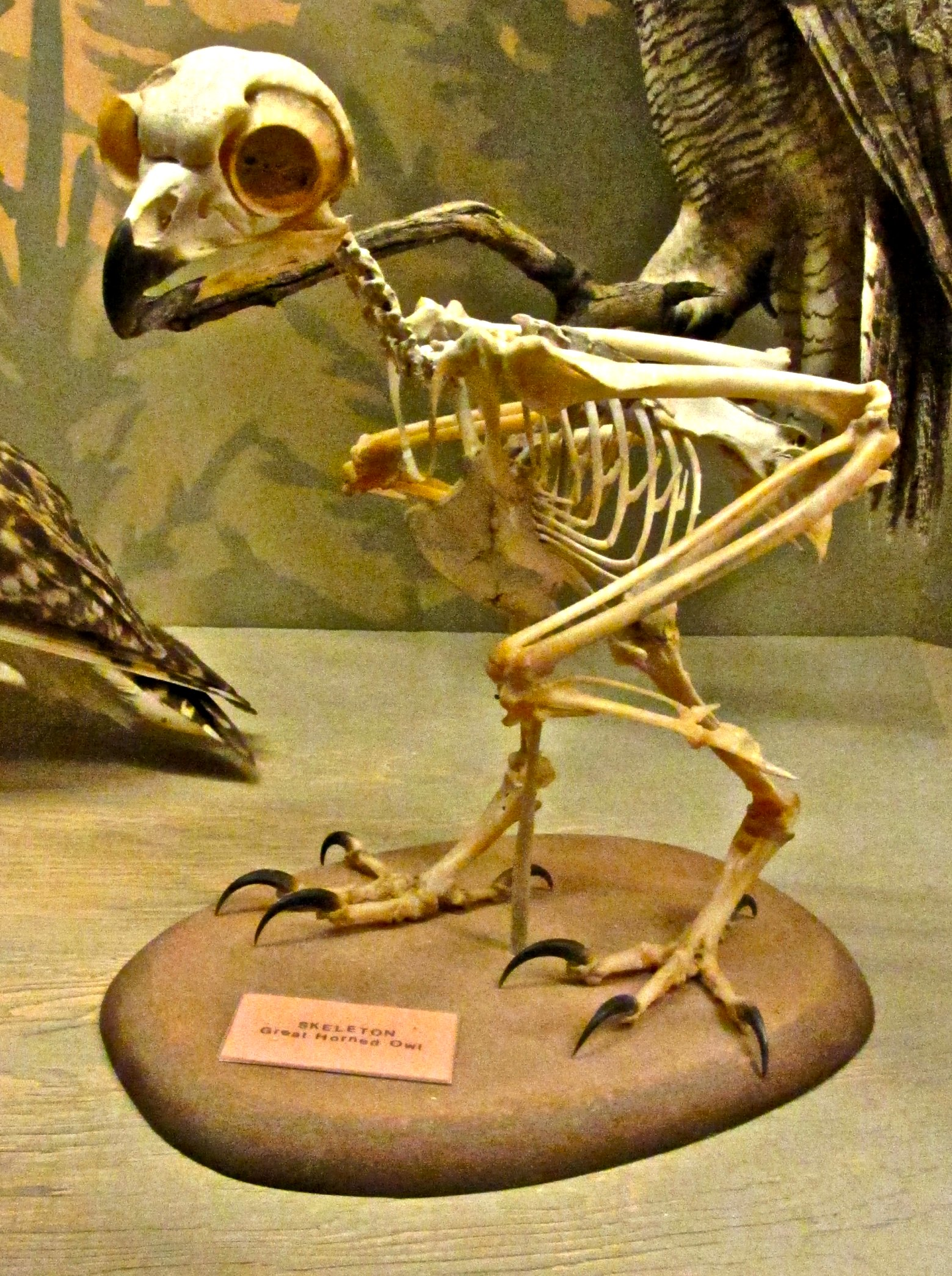
大雕鸮的鸟类骨骼
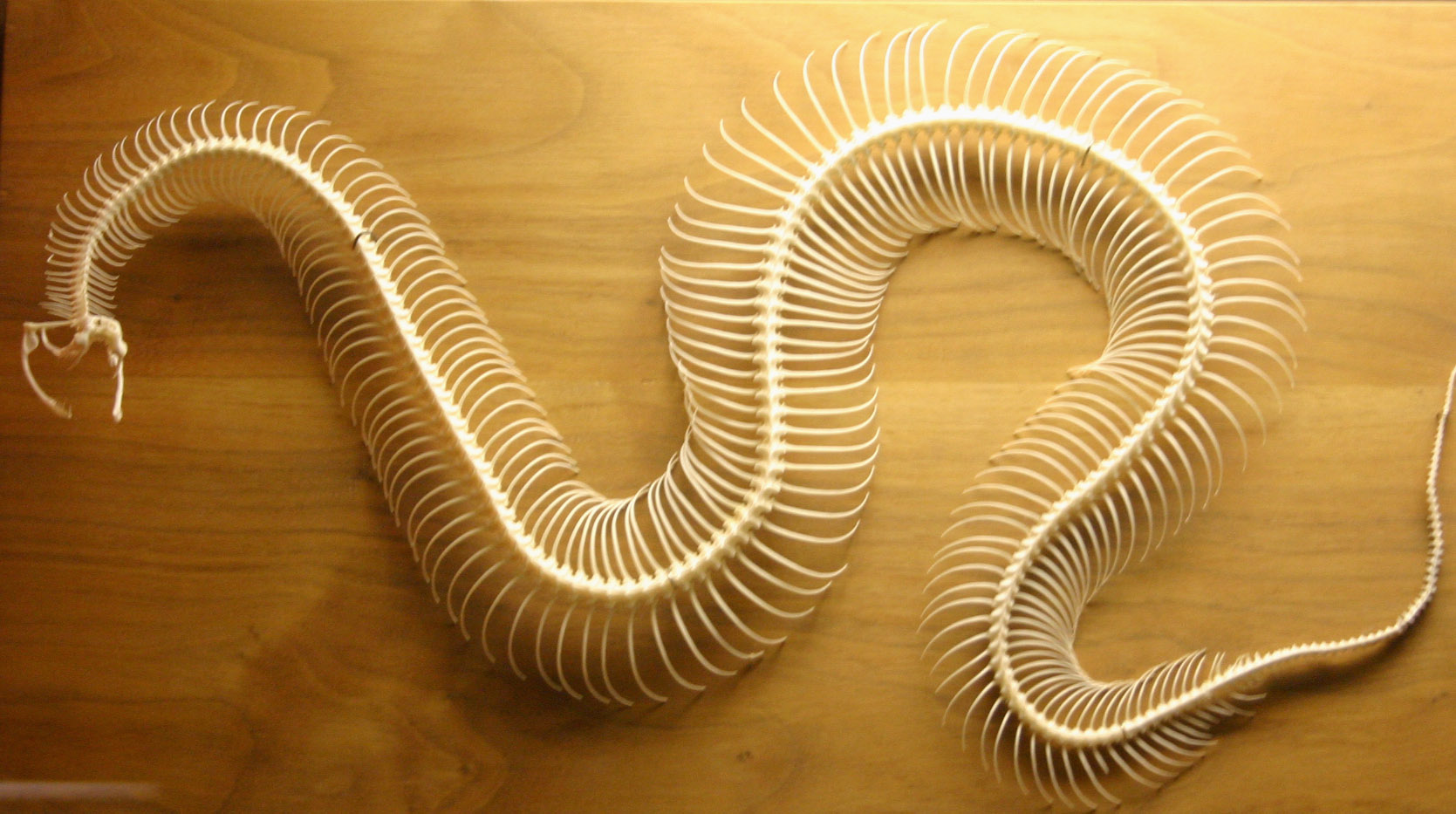
蛇的骨骼
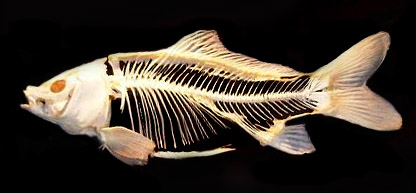
欧洲鲤的骨骼
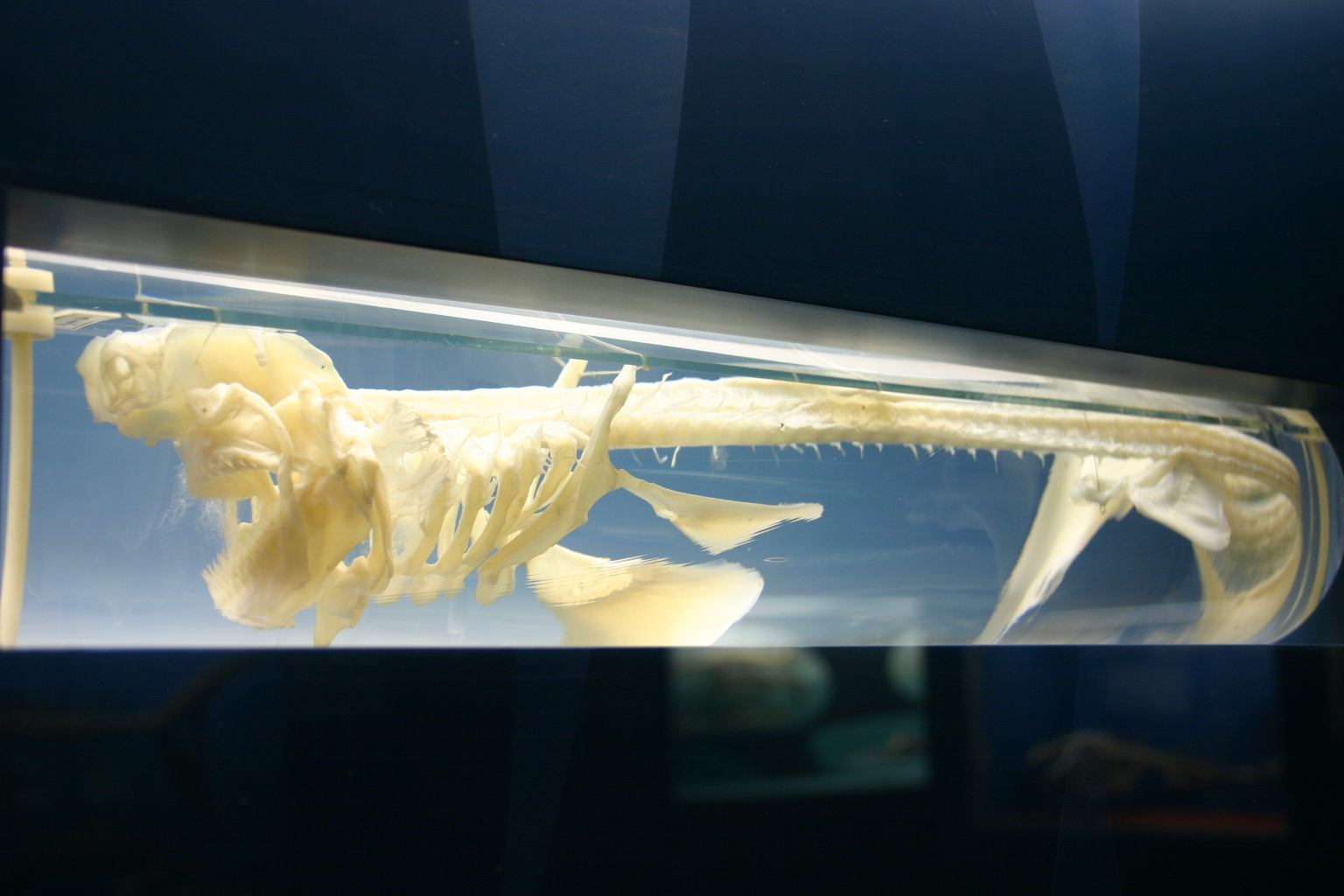
铠鲨的软骨骨骼
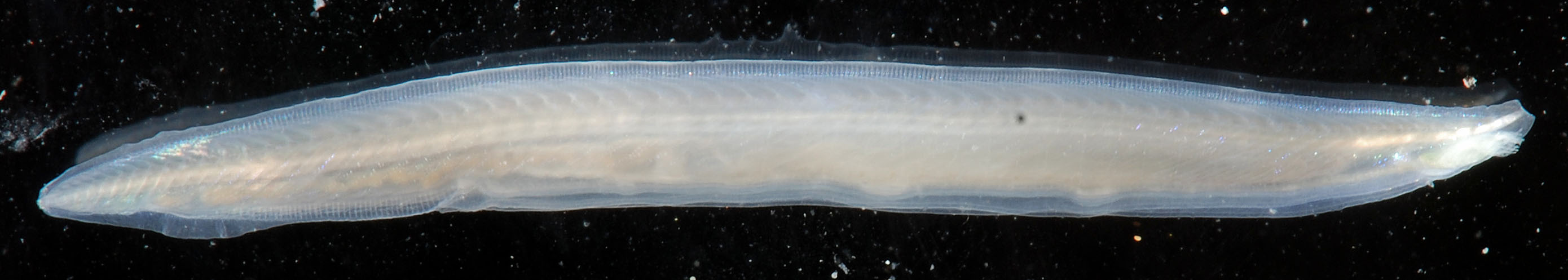
文昌鱼的脊索
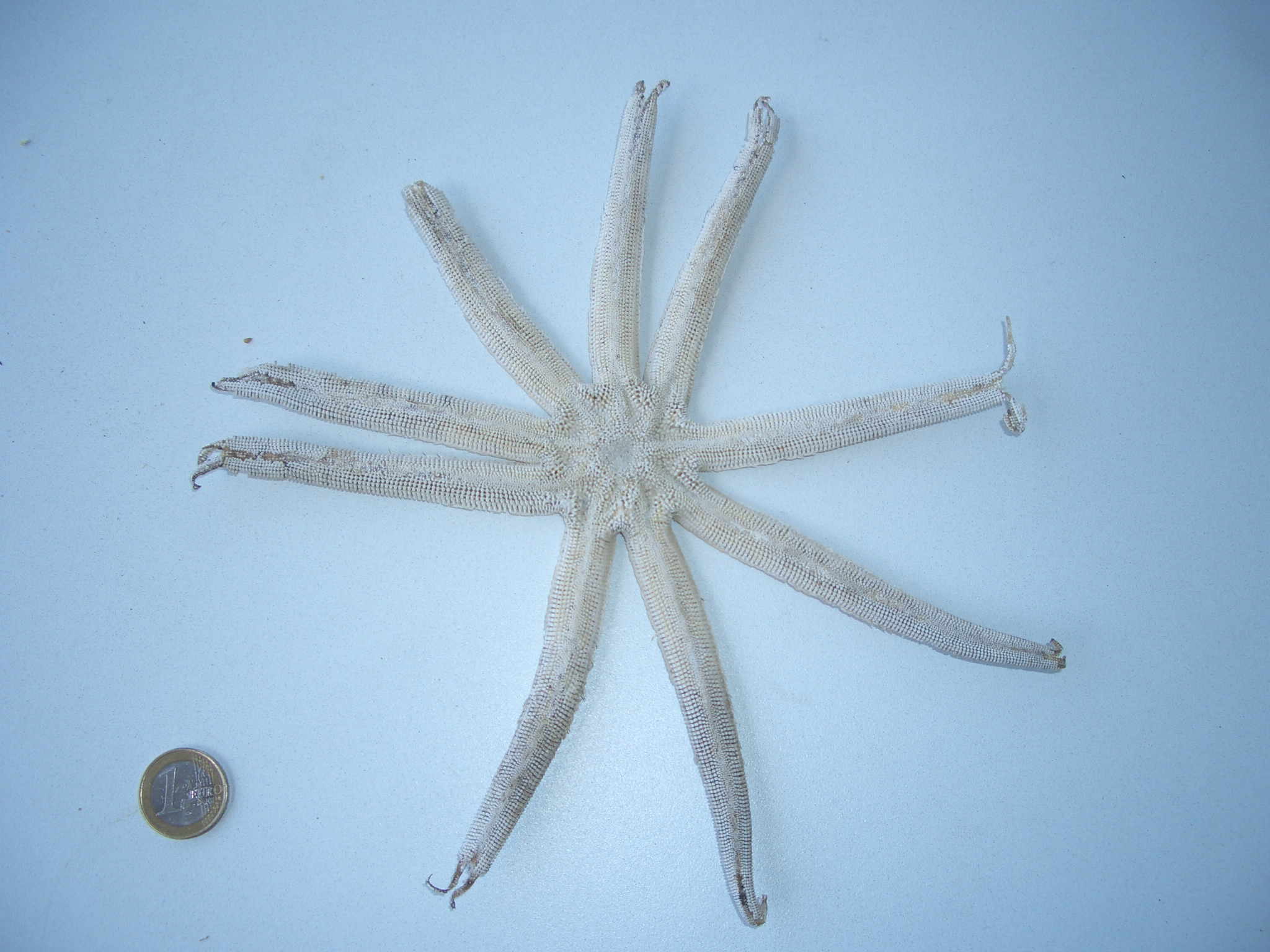
海星的真皮骨骼
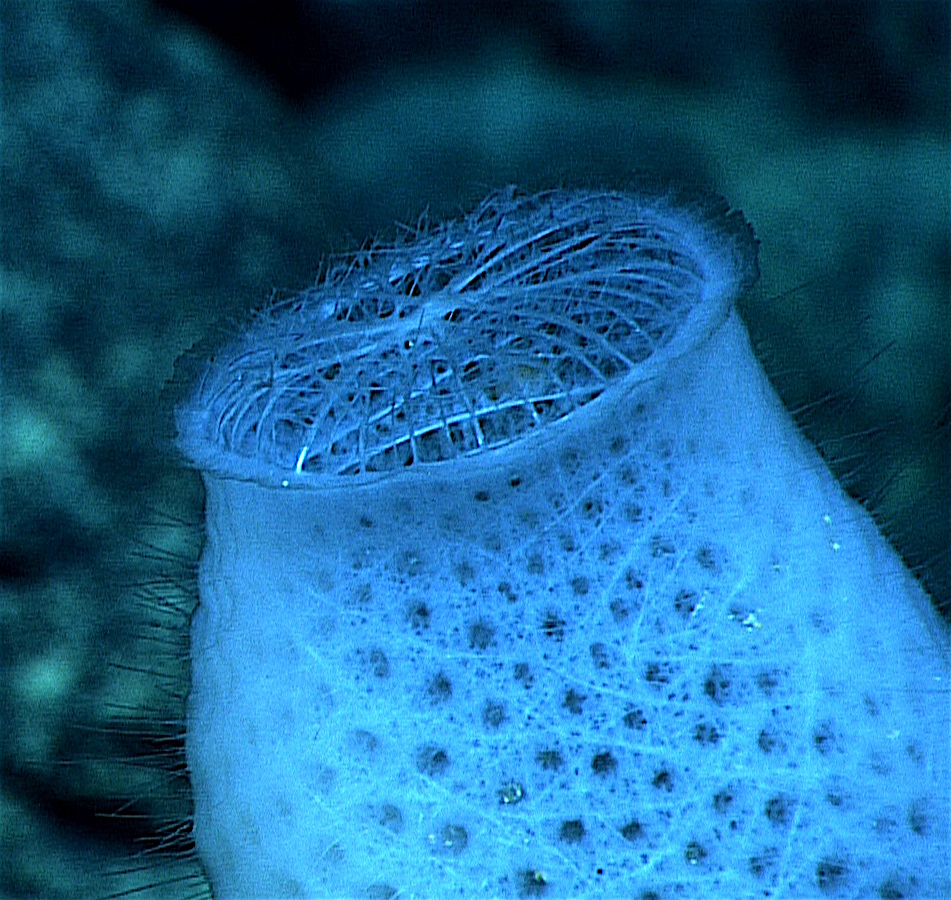
维纳斯花篮海绵的二氧化硅骨骼